# Усвятское сельское поселение
Усвятское сельское поселение — муниципальное образование в составе Дорогобужского района Смоленской области России.
Административный центр — деревня Слойково (до 5 июня 2017 года — деревня Усвятье).
Главой поселения и Главой администрации является Павликов Леонид Петрович.

## Географические данные
- Расположение: северо-западная часть Дорогобужского района
- Граничит:
  - на севере — с Фрунзенским сельским поселением
  - на востоке — со Слойковским сельским поселением
  - на юго-востоке — с Кузинским сельским поселением
  - на юге — с Балакиревским сельским поселением
  - на западе — с Ярцевским районом
- По территории поселения проходит автомобильная дорога Р134 «Старая Смоленская дорога» Смоленск — Дорогобуж — Вязьма — Зубцов.
- Крупные реки: Днепр, Ужа.

## История
Образовано Законом Смоленской области от 20 декабря 2004 года.
Законом Смоленской области от 25 мая 2017 года, в Усвятское сельское поселение c 5 июня 2017 года были включены все населённые пункты упразднённых  Балакиревского, Кузинского, Слойковского и Озерищенского сельских поселений, а административный центр укрупнённого сельского поселения был перенесён в деревню Слойково.

## Население
| 2011  | 2012  | 2013  | 2014  | 2015 | 2016 | 2017 |
| ----- | ----- | ----- | ----- | ---- | ---- | ---- |
| 446   | ↘439  | ↘435  | →435  | →435 | →435 | ↘422 |
| 2018  | 2019  | 2020  | 2021  |      |      |      |
| ↗1519 | ↘1508 | ↘1501 | ↘1424 |      |      |      |

## Населённые пункты
На территории поселения находятся 44 населённых пункта:
| №  | Населённый пункт | Тип     | Население |
| -- | ---------------- | ------- | --------- |
| 1  | Балакирево       | деревня | 14        |
| 2  | Болотово         | деревня | 1         |
| 3  | Боровка          | деревня | 1         |
| 4  | Быково           | деревня | 154       |
| 5  | Волково          | деревня | 18        |
| 6  | Выгорь           | деревня | 47        |
| 7  | Городок          | деревня | 1         |
| 8  | Громаки          | деревня | 7         |
| 9  | Губино           | деревня | 1         |
| 10 | Давыдово         | деревня | 13        |
| 11 | Дежино           | деревня | 29        |
| 12 | Долгиново        | деревня | 13        |
| 13 | Дягилево         | деревня | 30        |
| 14 | Запрудье         | деревня | 18        |
| 15 | Ивашутино        | деревня | 0         |
| 16 | Каськово         | деревня | 139       |
| 17 | Киселево         | деревня | 0         |
| 18 | Кузино           | деревня | 214       |
| 19 | Кузьмино         | деревня | 0         |
| 20 | Логиновка        | деревня | 46        |
| 21 | Лукьяненки       | деревня | 2         |
| 22 | Марково          | деревня | 0         |
| 23 | Михайловка       | деревня | 18        |
| 24 | Наливки          | деревня | 4         |
| 25 | Недники          | деревня | 4         |
| 26 | Озерище          | деревня | 204       |
| 27 | Пензево          | деревня | 41        |
| 28 | Ректы            | деревня | 0         |
| 29 | Селенка          | деревня | 4         |
| 30 | Семендяево       | деревня | 6         |
| 31 | Симоново         | деревня | 0         |
| 32 | Слободище        | деревня | 2         |
| 33 | Слойково         | деревня | 243       |
| 34 | Слойково         | посёлок | 2         |
| 35 | Смородиновка     | деревня | 0         |
| 36 | Староселье       | деревня | 9         |
| 37 | Усвятье          | деревня | 409       |
| 38 | Успенское        | деревня | 0         |
| 39 | Фёдоровка        | деревня | 4         |
| 40 | Фомино           | деревня | 0         |
| 41 | Хатычка          | деревня | 49        |
| 42 | Шагаки           | деревня | 6         |
| 43 | Шульгино         | деревня | 0         |
| 44 | Яковлево         | деревня | 74        |

Упразднённые населённые пункты:
- д. Новоселье (2018 год[14])
- д. Большое Шевелёво